# Diócesis de Tibú
La diócesis de Tibú (en latín: Dioecesis Tibuensis) es una circunscripción eclesiástica de la Iglesia católica en Colombia. Se trata de una diócesis latina, sufragánea de la arquidiócesis de Nueva Pamplona. Desde el 5 de noviembre de 2021 su obispo es Israel Bravo Cortés.

## Territorio y organización
La diócesis tiene 7840 km² y extiende su jurisdicción sobre los fieles católicos de rito latino residentes en parte del departamento de Norte de Santander, comprendiendo los municipios de Tibú, El Tarra y Puerto Santander, y parte de los de Cúcuta, Sardinata, El Zulia, El Carmen, Convención y Teorama.
La sede de la diócesis se encuentra en la ciudad de Tibú, en donde se halla la Catedral de San Luis Beltrán.
En 2022 en la diócesis existían 17 parroquias:
- La Santísima Trinidad (La Gabarra, Tibú);
- María Auxiliadora (Buena Esperanza, Cúcuta);
- María Inmaculada (Tibú);
- Nuestra Señora de Fátima (Pacelli, Tibú);
- Nuestra Señora de la Asunción (El Tarra);
- Nuestra Señora de las Gracias de Torcoroma (Tibú);
- Nuestra Señora de las Mercedes (Las Mercedes, Sardinata);
- Nuestra Señora del Carmen (Puerto Santander);
- San Faustino (San Faustino de los Ríos, Cúcuta);
- San Isidro, labrador (San Martín de Loba, Sardinata);
- San José (Astilleros, El Zulia);
- San Luis Bertrán (Iglesia Catedral) (Tibú);
- San Marcos, evangelista (Filogringo, El Tarra);
- San Martín de Porres (Luis Vero, Sardinata);
- San Vicente Ferrer (Agua Clara, Cúcuta);
- Santa María la Virgen (Campo Dos, Tibú);
- Señor de los Milagros (Puerto Lleras, Cúcuta);
- Cuasiparroquia Nuestra Señora de Guadalupe (Banco de Arena, Cúcuta);
- Cuasiparroquia San Pedro y San Pablo (La Angalia - Versalles, Tibú).

## Historia

### Antecedentes
Antes de la conquista los territorios del lago de Maracaibo (Venezuela), la serranía del Perijá y los valles de los ríos Catatumbo y Zulia, estaban habitados por indígenas, a quienes se les llamó «motilones» por la costumbre de llevar el pelo muy corto; estos pertenecían al grupo étnico barí.
En 1525 Rodrigo de Bastidas fundó Santa Marta e inició las primeras expediciones hacia los territorios del actual nororiente colombiano y de Venezuela.
En 1528, con fray Tomás Ortiz (+1532), primer obispo de Santa Marta, se comenzó la misión evangelizadora de esta vasta región del país. En 1563 tiene lugar la fundación del convento de Nuestra Señora del Rosario, en la actual Valledupar; uno de sus fundadores, fray Luis Vero, OP, compañero de san Luis Bertrán, pasó por Ocaña al río Zulia y por este al Catatumbo bajando hasta el lago de Maracaibo.
El 13 de septiembre de 1659 la Real Audiencia entregó el título de «gobernador» y «capitán» a Antonio de los Ríos Jimeno Isela y autorizó fundar una villa o una ciudad con las autoridades que creyera conveniente, con todas «las franquezas, mercedes, libertades que se conceden a los nuevos conquistadores». El poblado (San Faustino de los Ríos) se fundó legalmente en la parte oriental del río Pamplona, un poco más adelante de la desembocadura del río Táchira, en el límite de la cordillera y de la llanura que termina en el río Zulia, posiblemente el 15 de febrero de 1662. Por distintas dificultades, a raíz de las luchas entre conquistadores e indígenas, hicieron que la vía como salida al lago de Maracaibo, a través de los ríos Pamplona y Zulia, no fuera muy utilizada, por lo cual San Faustino de los Ríos inició su decadencia. En 1745 el capitán Buenaventura de Flotas y Sepúlveda, inició una reconstrucción del templo y del poblado, pero su empresa se frustró por el auge de San José de Guasimales (hoy Cúcuta).
En 1905 el presidente de la República, general Rafael Reyes Prieto, estableció la llamada Concesión Barco, con el general José de Jesús Virgilio Barco Martínez (1858-1922), militar y empresario colombiano, habilitando así la exploración y la explotación de petróleo, en zonas correspondientes a los actuales Tibú y El Tarra; este, a su vez, el 15 de mayo de 1917 pasó su contrato a la Compañía de Petróleo de Colombia (actual Ecopetrol). En 1920 se perforó el primer pozo en Río de Oro, en la vertiente oriental de la serranía de los Motilones, en el Catatumbo, zona fronteriza de Venezuela en el extremo norte del departamento. En 1931, bajo la ley 80, el presidente Enrique Olaya Olaya Herrera, mediante la Concesión Barco otorgó a la empresa estadounidense Colombian Petroleum Company (COLPET) los derechos de administración, explotación, producción, refinación y transporte de crudo, y a la South American Gulf Oil Company (SAGOC) la construcción de un oleoducto entre Tibú y Coveñas, que a mediados de 1939 iniciaría su funcionamiento. De esta forma el Gobierno declaró al sector petrolero como de interés público. 
En 1933 se perforó el primer pozo en Petrólea (corregimiento que actualmente pertenece al municipio de Tibú, de donde dista 31 km al sur). Y en 1938 se hizo de Tibú el centro principal de la explotación. 
En 1940 el obispo de Santa Marta, Rafael Afanador y Cadena (1871-1957), decidió instalar una capellanía fija en el centro de las explotaciones de la COLPET, y confió este servicio a la Orden de Predicadores.
El 29 de septiembre de 1944 Afanador y Cadena dio licencia a los dominicos para fundar en Cúcuta la casa de san Jacinto de Polonia y el 14 de febrero de 1945 se firmó el convenio para la misión de San Luis Bertrán del Catatumbo, teniendo como eje misional dicha casa religiosa. Este hecho está registrado así: «ayer miércoles de ceniza en el palacio episcopal de Pamplona se ha firmado un convenio trascendental: el obispo Don Rafael Afanador y Cadena ha erigido la misión de San Luis Bertrán en el Catatumbo y el superior provincial, Fray Alberto E. Ariza Sánchez, OP [1903-1987, santandereano], la ha aceptado en nombre de los dominicos de Colombia».
Al día siguiente el provincial de los dominicos y el P. Daniel Jordán Contreras (1899-1979), párroco de San José, en Cúcuta, viajaron en tren hasta Puerto Santander (actualmente centro parroquial de la diócesis) a orillas del rio Zulia.
El 8 de marzo de 1945 el Consejo de Cúcuta creó, mediante Acuerdo N° 5, el corregimiento de Tibú, futuro municipio.
El 7 de marzo de 1947 fray Juan José Díaz Plata, OP (1904-1979), natural de Zapatoca, Santander, que hasta 1945 sirvió en la misión dominicana del Alto Apure venezolano, fue designado superior de la misión San Luis Bertrán en el Catatumbo. Y así entró como primer misionero que se radicó en lo que entonces se llamó «Bertrania», a muy pocos kilómetros de la actual Tibú.

### Prelatura territorial de Bertrania en el Catatumbo
La prelatura territorial de Bertrania en el Catatumbo fue erigida el 1 de agosto de 1951 mediante la bula In nimium territorialum del papa Pío XII, derivando el territorio de las diócesis de Nueva Pamplona (hoy arquidiócesis) y Santa Marta. Era sufragánea de la arquidiócesis de Cartagena.
Con una solemne ceremonia en Bertrania, con la presencia del nuncio apostólico en Colombia, Antonio Samoré, el 9 de octubre de 1951 se inauguró la nueva circunscripción eclesiástica y se encomendó al cuidado pastoral de fray Juan José Díaz Plata, primer misionero propiamente dicho de esta región, quien fue designado como administrador apostólico de la prelatura nullius. El 22 de septiembre de 1953 el papa lo nombró prelado «nullius», servicio que desempeñó hasta el momento de su muerte, acaecida en Tibú el 2 de agosto de 1979, cuando contaba con 75 años de edad, de los cuales paso 32 años en la evangelización del Catatumbo colombiano. Fray Juan José Díaz Plata hizo construir residencias misionales, iglesias, escuelas, caseríos (en Ricaurte, San Faustino de los Ríos, Guzmania - La Silla, Bertrania, Puerto Colón, Puerto Villamizar, Puerto Santander, Agua Clara, Bellavista, Pacelli, Luis Vero, Campo Dos y otros lugares) e inició la misión en Catalaura.
El 3 de mayo de 1952, mediante decreto Cum excellentissimus de la Sagrada Congregación Consistorial, le fue anexado otro territorio, de la entonces diócesis de Nueva Pamplona.
Otros acontecimientos que resaltan en la historia de esta Iglesia particular son: 
- 25 de mayo de 1952: erección canónica de la parroquia San Luis Bertrán, en Bertrania.
- 29 de agosto de 1952: llegada de las Misioneras de María Inmaculada y santa Catalina de Sena, comúnmente conocidas como Misioneras de la Madre Laura, a Bertrania, donde fundaron la primera casa religiosa.
- 20 de agosto de 1954: la COLPET concedió a la entonces prelatura un terreno para la construcción del nuevo caserío. Juan José Díaz Plata, por decreto N° 13 de 1954 nombró a fray Tomás María Vergara, OP, fray Alfonso Gutiérrez, OP, y a una junta de señores notables para tomar posesión del terreno, repartirlo y organizar el nuevo caserío. El 5 de noviembre de 1954 inauguraron la casa cural y capilla en el nuevo caserío que se llamó «Tibú», protocolizándose así la nueva fundación.
- 1959: las Misioneras de la Madre Laura se trasladan a Tibú, a establecerse en lo que actualmente es barrio Barco.
- 1961: Fray Pedro Lorenzo Gélves hizo un primer contacto amistoso con los indígenas motilones, celebrando la Eucaristía en Río de Oro ante la normal curiosidad de los nativos de la zona. A partir de ese momento las comunidades indígenas serían visitadas por fray Antonino Solano, OP, quien los asistió espiritualmente por un buen tiempo.
- 1964: las Misioneras de la Madre Laura salieron del casco urbano de Tibú y se asentaron en las riveras del río Catatumbo, a la altura de la desembocadura de caño El Brandy, en la zona baja del Catatumbo.

En 1976, a 25 años de su creación, la prelatura contaba con 7 parroquias: San Luis Bertrán (Tibú), Nuestra Señora del Tránsito (El Tarra), Santo Domingo de Guzmán (La Silla), San Vicente Ferrer (Agua Clara), Nuestra Señora de Chiquinquirá (Ricaurte - San Faustino), Nuestra Señora del Carmen (Puerto Santander), y Santa María la Virgen (Campo Dos). Posteriormente se fueron creando otras parroquias.
De especial mención los siguientes acontecimientos para la historia de la hoy diócesis y para la región en general:
- 3 de noviembre de 1977: creación del municipio de Tibú, mediante Ordenanza 003 de la Asamblea Departamental, designando como su primer alcalde a José Armando Gamaliel al año siguiente.
- 2 de agosto de 1979: muerte de fray Juan José Díaz Plata, OP.
- 7 de octubre de 1980: designación de fray Jorge Leonardo Gómez Serna, OP como nuevo prelado. Tomó posesión ante el nuncio apostólico, Angelo Acerbi el 23 de noviembre de 1980.
- 1981: fue creado oficialmente el resguardo indígena Barí Catalaura-La Gabarra, donde ya hacían presencia las Misioneras de la Madre Laura, desde años atrás.
- 16 de noviembre de 1983: por decreto de la Sagrada Congregación para los Obispos, se dio a la circunscripción el nombre de «prelatura de Tibú», y se fijó esta ciudad como sede de la iglesia prelaticia.
- 18 de abril de 1985: el papa Juan Pablo II elevó al episcopado a fray Jorge Leonardo Gómez Serna, OP, y el 9 de julio fue consagrado por el nuncio apostólico en el Convento Santo Domingo de Bogotá.
- 8 de marzo de 1986: Jorge Leonardo fue promovido como obispo de la diócesis de Socorro y San Gil. En su lugar fue nombrado fray Tiberio Polanía Ramírez, OP, administrador de la prelatura, el 30 de abril siguiente.
- 23 de enero de 1988 el papa nombró obispo prelado al presbítero Horacio Olave Velandia (1944-1988), del clero local, y el 21 de febrero posterior fue consagrado obispo y tomó posesión de la prelatura. Estuvo al frente de esta Iglesia solo 25 días, pues el 17 de marzo siguiente falleció en un accidente aéreo en el cerro El Espartillo, en territorio de Norte de Santander.
- 24 de mayo de 1988: el papa Juan Pablo II nombró como nuevo obispo prelado al presbítero Luis Madrid Merlano, del clero de la diócesis de Istmina-Tadó (Chocó), quien recibió la consagración episcopal el 3 de julio en Bogotá, tomando a su vez posesión de la diócesis el 30 del mismo mes.
- 1 de mayo de 1990 la Congregación para los Obispos, mediante decreto «Maiori animarum bono», anexó territorio desmembrado de la diócesis de Ocaña: las parroquias Nuestra Señora de las Mercedes (actual corregimiento Las Mercedes, Sardinata) y San Isidro, labrador (actual corregimiento San Martín de Loba, Sardinata), y agregó a la diócesis de Ocaña la misión de Bridikaira, segregada de la prelatura de Tibú.

El 18 de abril de 1995 el papa promovió a Luis Madrid Merlano a la diócesis de Cartago como su nuevo obispo.
El 5 de enero de 1996 el papa Juan Pablo II nombró al presbítero José de Jesús Quintero Díaz, del clero de la Diócesis de Istmina-Tadó, como nuevo obispo de la prelatura de Tibú, quien recibió la consagración episcopal de manos del entonces nuncio apostólico Paolo Romeo, el 2 de marzo siguiente, y en esa misma fecha tomó posesión como su nuevo pastor. 

### Diócesis
El 29 de diciembre de 1998 la prelatura territorial fue elevada al rango de diócesis mediante la bula Quam provido del papa Juan Pablo II. Su obispo prelado se constituyó en el primer obispo de la misma, y allí permaneció en su servicio pastoral hasta el 23 de octubre de 2000 cuando fue promovido al vicariato apostólico de Leticia como su nuevo pastor. Cabe resaltar que el 24 de noviembre de 1997 fue víctima del secuestro a manos de la columna "Armando Cacua Guerrero" del grupo armado ilegal Ejército de Liberación Nacional, que lo dejó libre 16 días después. Y nuevamente el 15 de agosto de 1999 fue secuestrado por un grupo subversivo autodenominado "Coordinadora guerrillera", cuando se desplazaba a Tibú proveniente de la parroquia Nuestra Señora de la Asunción, en El Tarra, donde había celebrado la fiesta patronal. 
Después llegaó como obispo de Camilo F. Castrellón Pizano, nombrado obispo por el papa Juan Pablo II el 23 de abril de 2001, recibió la consagración episcopal de manos del entonces nuncio apostólico Beniamino Stella en el santuario nacional Nuestra Señora del Carmen, en Bogotá el 6 de junio de 2001. El 2 de diciembre de 2009 fue promovido a la diócesis de Barrancabermeja como su nuevo obispo.  
Sucedió en el pastoreo de la Iglesia local Omar Alberto Sánchez Cubillos, OP, quien fuera después desplazado a la arquidiócesis de Popayán como su nuevo pastor.  
Luego de un período sede vacante, el 5 de noviembre de 2021, el papa Francisco nombró al presbítero Israel Bravo Cortés, del clero de la diócesis de Cúcuta, nuevo obispo de Tibú.  

## Estadísticas
Según el Anuario Pontificio 2023 la diócesis tenía a fines de 2022 un total de 224 000 fieles bautizados.
| Año                                                                             | Población            | Población | Población      | Sacerdotes | Sacerdotes    | Sacerdotes    | Bautizados por sacerdote | Diáconos permanentes | Religiosos | Religiosos | Parroquias |
| Año                                                                             | Bautizados católicos | Total     | % de católicos | Total      | Clero secular | Clero regular | Bautizados por sacerdote | Diáconos permanentes | Varones    | Mujeres    | Parroquias |
| ------------------------------------------------------------------------------- | -------------------- | --------- | -------------- | ---------- | ------------- | ------------- | ------------------------ | -------------------- | ---------- | ---------- | ---------- |
| 1956                                                                            | 25 000               | 25 000    | 100.0          | 10         |               | 10            | 2500                     |                      |            | 6          | 4          |
| 1968                                                                            | 35 866               | 37 390    | 95.9           |            |               |               |                          |                      | 1          | 11         | 6          |
| 1976                                                                            | 155 040              | 160 000   | 96.9           | 8          | 2             | 6             | 19 380                   |                      | 7          | 4          | 7          |
| 1980                                                                            | 175 500              | 195 000   | 90.0           | 12         | 8             | 4             | 14 625                   |                      | 5          | 7          | 9          |
| 1990                                                                            | 206 000              | 216 000   | 95.4           | 15         | 10            | 5             | 13 733                   | 1                    | 7          | 36         | 13         |
| 1999                                                                            | 195 000              | 199 000   | 98.0           | 20         | 16            | 4             | 9750                     | 1                    | 5          | 33         | 16         |
| 2000                                                                            | 195 000              | 199 000   | 98.0           | 17         | 15            | 2             | 11 470                   | 1                    | 2          | 33         | 16         |
| 2001                                                                            | 195 000              | 199 000   | 98.0           | 21         | 19            | 2             | 9285                     | 1                    | 2          | 33         | 16         |
| 2002                                                                            | 180 000              | 190 000   | 94.7           | 19         | 16            | 3             | 9473                     | 1                    | 4          | 30         | 14         |
| 2003                                                                            | 180 000              | 190 000   | 94.7           | 22         | 18            | 4             | 8181                     | 1                    | 5          | 30         | 14         |
| 2004                                                                            | 180 000              | 190 000   | 94.7           | 20         | 16            | 4             | 9000                     | 1                    | 4          | 34         | 14         |
| 2011                                                                            | 218 000              | 229 800   | 94.9           | 23         | 18            | 5             | 9478                     | 1                    | 5          | 30         | 16         |
| 2014                                                                            | 146 000              | 206 000   | 70.9           | 25         | 20            | 5             | 5840                     | 1                    | 10         | 12         | 17         |
| 2017                                                                            | 192 150              | 197 200   | 97.4           | 27         | 22            | 5             | 7116                     | 1                    | 14         | 23         | 17         |
| 2020                                                                            | 206 000              | 212 275   | 97.0           | 25         | 22            | 3             | 8240                     | 1                    | 7          | 11         | 17         |
| 2022                                                                            | 224 000              | 230 000   | 97.4           | 28         | 23            | 5             | 8000                     | 1                    | 12         | 10         | 17         |
| Fuente: Catholic-Hierarchy, que a su vez toma los datos del Anuario Pontificio. |                      |           |                |            |               |               |                          |                      |            |            |            |

## Episcopologio
- Sede vacante (1951-1953)

- Juan José Díaz Plata, O.P. † (13 de septiembre de 1953-2 de agosto de 1979 falleció)
- Jorge Leonardo Gómez Serna, O.P. (9 de octubre de 1980-6 de marzo de 1986 nombrado obispo de Socorro y San Gil)[nota 1]
- Horacio Olave Velandia † (23 de enero de 1988-17 de marzo de 1988 falleció)
- Luis Madrid Merlano (21 de mayo de 1988-19 de abril de 1995 nombrado obispo de Cartago)
- José de Jesús Quintero Díaz (5 de enero de 1996-23 de octubre de 2000 nombrado vicario apostólico de Leticia[nota 2])
- Camilo Fernando Castrellón Pizano, S.D.B. (23 de abril de 2001-2 de diciembre de 2009 nombrado obispo de Barrancabermeja)
- Omar Alberto Sánchez Cubillos, O.P. (8 de junio de 2011-12 de octubre de 2020 nombrado arzobispo de Popayán)[nota 3]
- Israel Bravo Cortés, desde el 5 de noviembre de 2021